# 균등 비압축성 오일러 방정식
유체 동역학에서, 균등 비압축성 오일러 방정식(均等非壓縮性Euler方程式, 영어: homogeneous incompressible Euler's equations)은 비압축성 비점성 유체를 다루는 편미분 방정식이다. 보다 일반적인 오일러 방정식에서, 유체의 밀도가 상수 함수인 경우이다.

## 정의
리만 계량을 갖춘 경계다양체 {\displaystyle (M,g)}이 주어졌다고 하자. 그렇다면, 그 위의 균등 비압축성 오일러 방정식은 어떤 시간 의존 스칼라장
{\displaystyle p\colon \mathbb {R} \times M\to \mathbb {R} }
{\displaystyle p\colon (t,x)\mapsto p(t,x)}
과 시간 의존 벡터장
{\displaystyle u\colon \mathbb {R} \times M\to \mathrm {T} M}
{\displaystyle u\colon (t,x)\mapsto u(t,x)\in \mathrm {T} _{x}M}
에 대한, 다음과 같은 1차 편미분 방정식이다.:Example 3:90, §3.2, (3.22)
{\displaystyle \left({\frac {\partial u}{\partial t}}+\nabla _{u}\right)u=-(\mathrm {d} p)^{\sharp }}
{\displaystyle {\mathcal {L}}_{u}\operatorname {vol} =0}
{\displaystyle u\upharpoonright \partial M\in \Gamma (\mathrm {T} \partial _{M})}
여기서
- {\displaystyle (-)^{\sharp }\colon \Omega ^{1}(M)\to {\mathfrak {Vect}}(M)}은 음악 동형의 하나이며, 1차 미분 형식을 벡터장으로 대응시킨다. 즉, {\displaystyle (\mathrm {d} p)^{\sharp }}는 스칼라장 {\displaystyle p}의 기울기 벡터장이다. 이 연산을 정의하려면 리만 계량이 필요하다.
- {\displaystyle \operatorname {vol} }은 리만 계량 {\displaystyle g}로 정의된 부피 형식이다. (만약 {\displaystyle M}이 비가향 다양체라도 이는 국소적으로 정의되며, 방향은 중요하지 않다.)
- {\displaystyle {\mathcal {L}}_{u}}는 (국소적으로 정의된 미분 형식의) 리 미분이다.
- 방정식 {\displaystyle \partial L_{u}\operatorname {vol} =0}은 벡터장 {\displaystyle u}의 발산이 0임을 뜻한다.
- {\displaystyle \partial M}은 경계다양체 {\displaystyle M}의 경계이다.
- {\displaystyle \mathrm {T} \partial M}은 경계 {\displaystyle \partial M}의 접다발이다. {\displaystyle \Gamma (\mathrm {T} \partial M)}은 그 단면의 집합이며, 이는 {\displaystyle M}의 경계에 평행한 접벡터들로 구성된다.
- {\displaystyle u\upharpoonright \partial M\in \Gamma (\mathrm {T} \partial M)}은 경계다양체 {\displaystyle M} 위에 정의된 벡터장 {\displaystyle u}가 {\displaystyle M}의 경계 {\displaystyle \partial M}에서 경계와 평행함을 뜻한다.

{\displaystyle p}는 보통 변수가 아니라 주어진 배경장으로 취급한다. 오일러 방정식에는 {\displaystyle p}의 도함수만이 등장하므로, 만약 어떤 상수 {\displaystyle p_{0}}에 대하여 {\displaystyle p(t,x)\mapsto p(t,x)+p_{0}}와 같이 치환하더라도 {\displaystyle v}의 해는 바뀌지 않는다. 또한, 만약 둘째 및 셋째 방정식을 만족시키는 (즉, 경계에 평행한 무발산 벡터장 {\displaystyle v}가 주어지면), {\displaystyle p}는 상수항을 무시하면 유일하게 결정된다.

### 물리학적 해석
이 방정식은 물리학적으로 다음과 같이 해석된다.
| 기호                                                                                                | 물리학적 해석 | 단위 |
| --------------------------------------------------------------------------------------------------- | --- | --- |
| {\displaystyle M}                                                                                   | 유체가 존재하는 공간 | [길이] |
| {\displaystyle \partial M}                                                                          | 유체가 존재하는 공간의 벽 | [길이] |
| {\displaystyle \mathbb {R} }                                                                        | 시간 | [시간] |
| {\displaystyle u(t,x)}                                                                              | 시각 {\displaystyle t\in \mathbb {R} }에서, 위치 {\displaystyle x\in M}에서의 유체의 속도                                                 | [길이] [시간]−1                                                                                           |
| {\displaystyle p(t,x)}                                                                              | 압력 ÷ 밀도 | [길이]2 [시간]−2                                                                                          |
| {\displaystyle {\frac {\partial }{\partial t}}+\nabla _{v}}                                         | 물질 미분(영어: material derivative) {\displaystyle \mathrm {D} }. 공간의 절대 좌표 대신, 공간 속을 움직이는 주어진 유체 입자에 대한 미분 | [시간]−1                                                                                                  |
| {\displaystyle \left({\frac {\partial }{\partial t}}+\nabla _{v}\right)=-(\mathrm {d} p)^{\sharp }} | 유체의 입자에 대한 뉴턴의 제2법칙. 즉, 단위 부피 속의 유체 입자의 가속도는 이에 가해진 힘 ÷ 질량에 비례함                                 | 유체의 입자에 대한 뉴턴의 제2법칙. 즉, 단위 부피 속의 유체 입자의 가속도는 이에 가해진 힘 ÷ 질량에 비례함 |
| {\displaystyle {\mathcal {L}}_{u}\operatorname {vol} =0}                                            | 유체의 소용돌이도(와도, 渦度, 영어: vorticity)가 0임. 즉, 소용돌이가 존재하지 않음                                                        | 유체의 소용돌이도(와도, 渦度, 영어: vorticity)가 0임. 즉, 소용돌이가 존재하지 않음                        |
| {\displaystyle u\upharpoonright \partial M\in \Gamma (\mathrm {T} \partial M)}                      | 유체가 벽에 힘을 가하지 않음 | 유체가 벽에 힘을 가하지 않음                                                                              |

물리학에서는 보통 압력 {\displaystyle p(t,x)}를 중력 퍼텐셜 {\displaystyle \phi }와 질량당 일 {\displaystyle w}로 구분한다.
{\displaystyle p(t,x)=\phi (t,x)+w(t,x)}
즉,
{\displaystyle -(\mathrm {d} p)^{\sharp }=-(\mathrm {d} w)^{\sharp }+g}
이다. 여기서 {\displaystyle g=-(\mathrm {d} \phi )^{\sharp }}는 중력 퍼텐셜 {\displaystyle \phi }에 대응하는 중력장이다.

### 측지선 방정식으로의 형태
오일러 방정식은 어떤 무한 차원 다양체 위의 측지선 방정식으로 표현될 수 있다.:90, Remark Ⅱ.3.6
구체적으로, {\displaystyle (M,g)}이 콤팩트 리만 경계다양체라고 하고, {\displaystyle M}의 자기 미분 동형
{\displaystyle f\colon M\to M}
{\displaystyle f(\partial M)\to (\partial M)}
들의 공간
{\displaystyle \operatorname {Diff} (M)={\mathcal {C}}^{\infty }(M,M)}
을 생각하자. 이는 프레셰 다양체를 이루는 리 군이다. 그 실수 리 대수는 {\displaystyle M} 위의 벡터장의 리 대수
{\displaystyle {\mathfrak {Vect}}(M)}
이다. 이는 리만 계량으로부터 양의 정부호 이차 리 대수를 이룬다. 따라서, 이로부터 {\displaystyle {\mathcal {C}}^{\infty }(M,M)} 위에 오른쪽 평행 이동 불변 리만 계량을 부여할 수 있다.
{\displaystyle \operatorname {Diff} (M)} 가운데, 부피를 보존하는 미분 동형들로 구성된 부분군
{\displaystyle \operatorname {SDiff} (M)\subseteq \operatorname {Diff} (M)}
{\displaystyle \operatorname {SDiff} (M)=\{f\in \operatorname {Diff} (M)\colon f^{*}\left|\operatorname {vol} \right|=\left|\operatorname {vol} \right|\}}
이다. 여기서 {\displaystyle \left|\operatorname {vol} \right|={\sqrt {\det g}}\,\mathrm {d} ^{\dim M}x}은 리만 계량 {\displaystyle g}로 주어지는 부피 밀도이다. 이에 대응되는 실수 리 대수는
{\displaystyle {\mathfrak {SVect}}(M)=\{u\in {\mathfrak {Vect}}(M)\colon {\mathcal {L}}_{u}\left|\operatorname {vol} \right|=\left|\operatorname {vol} \right|,\;u\upharpoonright \partial M\in {\mathfrak {Vect}}(\partial M)\}}
이며, 이는 발산이 0인 벡터장들의 부분 리 대수이다. 그 연속 쌍대 공간의 매끄러운 부분 공간은 다음 공간과 표준적으로 동형이다.
{\displaystyle {\mathfrak {SVect}}(M)^{*}\cong \Omega ^{1}(M)/\mathrm {d} \Omega ^{0}(M)}
여기서 {\displaystyle \Omega ^{i}(M)}는 미분 형식의 공간이다. 사실, 리만 계량의 음악 동형을 사용하면, 동치류 공간 {\displaystyle \Omega ^{1}(M)/\mathrm {d} \Omega ^{0}(M)}의 각 동치류에서 표준적인 대표원을 고를 수 있다.
이제, {\displaystyle {\mathfrak {SVect}}(M)} 위에 다음과 같은 불변 양의 정부호 이차 형식을 부여할 수 있다.
{\displaystyle \langle v|v\rangle ={\frac {1}{2}}\int _{M}g(v,v)\,\left|\operatorname {vol} \right|}
이는 유체의 (밀도당) 운동 에너지로 해석될 수 있다. 이는 프레셰 리 군 {\displaystyle \operatorname {SDiff} (M)} 위의 리만 계량을 정의한다.
이 경우, 오일러 방정식은 {\displaystyle \operatorname {SDiff} (M)} 위의 측지선 방정식과 같다. 구체적으로, 오일러 방정식의 해 {\displaystyle u}가 주어졌을 때,
{\displaystyle \phi (0,x)=x}
{\displaystyle {\frac {\partial }{\partial t}}\phi (t,x)=u(t,x)}
를 정의하자. (물리학적으로, 이는 초기 위치가 {\displaystyle x}였던 유체 입자의, 시각 {\displaystyle t}에서의 위치를 뜻한다.) 그렇다면,
{\displaystyle \phi \colon \mathbb {R} \to \operatorname {Diff} (M)}
이며, 둘째 및 셋째 오일러 방정식에 따라서
{\displaystyle u\in {\mathfrak {SVect}}(M)}
이므로
{\displaystyle \phi \colon \mathbb {R} \to \operatorname {SDiff} (M)}
이다. 첫째 오일러 방정식은
{\displaystyle {\frac {\partial ^{2}}{\partial t^{2}}}\phi (t,x)=-(\mathrm {d} p|_{t,\phi (t,x)})^{\sharp }}
인데, 항상 부분 적분에 따라
{\displaystyle \int _{M}\langle \mathrm {d} p,v\rangle =0\qquad \forall v\in {\mathfrak {SVect}}(M)}
이다. 다시 말하여, 첫째 오일러 방정식은
{\displaystyle \nabla _{u}u=0}
을 함의한다. 여기서 {\displaystyle \nabla _{u}}는 프레셰 다양체 {\displaystyle \operatorname {SDiff} (M)} 위의, {\displaystyle u} 방향의 공변 미분이다.

### 해밀턴 방정식으로의 형태
오일러 방정식은 또한 무한 차원 선형 푸아송 다양체 위의 해밀턴 방정식으로 간주할 수 있다.:91–95, §Ⅱ.3.3
{\displaystyle M}이 (경계가 없는) 콤팩트 매끄러운 다양체라고 하자. {\displaystyle {\mathfrak {SVect}}(M)}의 연속 쌍대 공간(의 매끄러운 부분 공간)
{\displaystyle {\mathfrak {SVect}}(M)^{*}\cong \Omega ^{1}(M)/\mathrm {d} \Omega ^{0}(M)}
이 주어졌다고 하자. 이는 리 대수의 연속 쌍대 공간(의 부분 공간)이므로, 자연스럽게 선형 푸아송 다양체를 이루며, 그 푸아송 괄호는 다음과 같다.:(1.95)
{\displaystyle \{\alpha _{i}(x),\alpha _{j}(y)\}=(\partial _{j}\alpha _{i}-\partial _{i}\alpha _{j})\delta (x-y)}
그렇다면, 여기에는 {\displaystyle {\mathfrak {SVect}}(M)} 위의 양의 정부호 쌍선형 형식
{\displaystyle \langle u,u'\rangle =\int _{M}g(u,u')}
으로부터 자연스러운 이차 형식:91, Lemma Ⅱ.3.7
{\displaystyle H\colon \Omega ^{1}(M)/\mathrm {d} \Omega ^{0}(M)\to \mathbb {R} }
{\displaystyle H([\alpha ])=\int _{M}g^{-1}(\alpha ,\alpha )}
을 정의할 수 있다. 이를 푸아송 다양체 위의 해밀토니언으로 삼아, 다음과 같은 해밀턴 방정식을 적을 수 있다.:92, (Ⅱ.3.24):(1.93), Example 3
{\displaystyle {\frac {\mathrm {d} }{\mathrm {d} t}}[\alpha ]=-{\mathcal {L}}_{\alpha ^{\sharp }}[\alpha ]}
여기서
- {\displaystyle [\alpha ]\in \Omega ^{1}(M)/\mathrm {d} \Omega ^{1}(M)}은 {\displaystyle M} 위의 1차 미분 형식의 동치류이다.
- {\displaystyle \alpha \in \Omega ^{1}(M)}은 (음악 동형에 대한) 벡터장 {\displaystyle \alpha ^{\sharp }}의 발산이 0인 ({\displaystyle {\mathcal {L}}_{\alpha ^{\sharp }}\operatorname {vol} =0}) 유일한 대표원 {\displaystyle \alpha \in [\alpha ]}이다.
- {\displaystyle {\mathcal {L}}_{\alpha ^{\sharp }}}는 벡터장 {\displaystyle \alpha ^{\sharp }}에 대한 리 미분이다.

구체적으로, 이 방정식은 {\displaystyle \Omega ^{1}(M)/\mathrm {d} \Omega ^{0}(M)}에 정의된다. 이를 {\displaystyle \Omega ^{1}(M)} 위에 제약(영어: constraint)을 가한 계로 생각할 수 있다. 이 경우, {\displaystyle \alpha ^{\sharp }\in {\mathfrak {SDiff}}(M)}인 임의의 1차 미분 형식 {\displaystyle \alpha \in \Omega ^{1}(M)}에 대하여, 해밀턴 방정식은 다음과 같다.:92, (Ⅱ.3.25):(1.94), Example 3
{\displaystyle {\frac {\partial }{\partial t}}\alpha (t,x)=-{\mathcal {L}}_{\alpha ^{\sharp }}\alpha (t,x)-\mathrm {d} p(t,x)}
여기서 {\displaystyle p\in {\mathcal {C}}^{\infty }(\mathbb {R} \times M,\mathbb {R} )}은 {\displaystyle u}의 제약을 위한 보정항이다.
이 방정식은 오일러 방정식과 동치이다.:92, Corollary Ⅱ.3.8 즉, 속도장 {\displaystyle u\in {\mathfrak {SVect}}(M)}에 대하여 음악 동형으로
{\displaystyle \alpha =u^{\flat }}
로 놓으면,
{\displaystyle {\frac {\partial }{\partial t}}u=-\nabla _{u}u-(\mathrm {d} p)^{\sharp }}
가 되어, 오일러 방정식을 얻는다.

## 성질
{\displaystyle M}이 (경계가 없는) 콤팩트 유향 매끄러운 다양체라고 하자.
만약 {\displaystyle M}이 홀수 차원이라고 하자. 그렇다면, 임의의 원소 {\displaystyle u\in \Omega ^{1}(M)}에 대하여, 다음과 같은 값을 정의할 수 있다.
{\displaystyle I(u)=\int _{M}u\wedge (\mathrm {d} u)^{(\dim M-1)/2}}
그렇다면, 임의의 {\displaystyle \phi \in {\mathcal {C}}^{\infty }(M,\mathbb {R} )}에 대하여
{\displaystyle I(u)=I(u+\mathrm {d} \phi )}
이므로, 이는 사실 {\displaystyle \Omega ^{1}(M)/\mathrm {d} \Omega ^{0}(M)} 위의 실수 값 함수를 정의한다.
{\displaystyle I\colon {\frac {\Omega ^{1}(M)}{\mathrm {d} \Omega ^{0}(M)}}\to \mathbb {R} }
마찬가지로, 만약 {\displaystyle M}이 짝수 차원이라고 하고, 그 위에 부피 형식 {\displaystyle \omega \in \Omega ^{\dim M}(M)}이 주어졌다고 하자. 그렇다면, 임의의 원소 {\displaystyle u\in \Omega ^{1}(M)} 및 임의의 다항식 {\displaystyle P\in \mathbb {R} [x]}에 대하여, 다음과 같은 값을 정의할 수 있다.
{\displaystyle {\tilde {P}}(u)=\int _{M}P\left({\frac {(\mathrm {d} u)^{(\dim M)/2}}{\omega }}\right)\omega }
이 역시 마찬가지로 실수 값 함수
{\displaystyle {\tilde {P}}\colon {\frac {\Omega ^{1}(M)}{\mathrm {d} \Omega ^{0}(M)}}\to \mathbb {R} }
를 정의한다.
공간
{\displaystyle \Omega ^{1}(M)/\mathrm {d} \Omega ^{0}(M)\cong {\mathfrak {SVect}}(M)^{*}}
은 리 대수의 쌍대 공간이므로, 이를 선형 푸아송 다양체로 여길 수 있으며, 특히 리 군 {\displaystyle \operatorname {SDiff} (M)}의 쌍대딸림표현을 갖는다. {\displaystyle I}와 {\displaystyle {\tilde {P}}}는 {\displaystyle \operatorname {SDiff} (M)}의 작용에 대하여 불변량이며, 따라서 이 위의 해밀턴 방정식인 오일러 방정식의 운동 상수이다.:92, Proposition Ⅱ.3.9 특히, 홀수 차원의 경우, {\displaystyle I}는 {\displaystyle M} 위의 리만 계량이나 부피 형식에 의존하지 않으므로, 이는 임의의 리만 계량에 대한 오일러 방정식의 운동 상수를 이룬다. 짝수 차원의 경우, {\displaystyle {\tilde {P}}}는 {\displaystyle M}의 부피 형식에만 의존하므로, 이는 같은 부피 형식을 정의하는 서로 다른 리만 계량에 대한 오일러 방정식의 무한히 많은 운동 상수들을 이룬다.

## 예
실수선 위의 1차원 균등 비압축성 오일러 방정식을 생각하자. 이 경우, 오일러 방정식은 버거스 방정식(영어: Burgers equation)이라고 하며, 다음과 같다.
{\displaystyle 0={\frac {\partial u}{\partial t}}+u{\frac {\partial u}{\partial x}}={\frac {\partial u}{\partial t}}+{\frac {1}{2}}{\frac {\partial (u^{2})}{\partial x}}}
이는 특성곡선법으로 간단히 풀 수 있다. 특성 곡선의 방정식은
{\displaystyle {\frac {\mathrm {d} }{\mathrm {d} t}}x(t)=u(t,x(t))}
{\displaystyle {\frac {\mathrm {d} }{\mathrm {d} t}}u(t,x(t))=0}
이다. 둘째 방정식에 의하여, 어떤 한 특성 곡선 위에서 속도 {\displaystyle u}는 상수이며, 첫째 방정식에 의하여 특성 곡선은 다음과 같은 꼴이다.
{\displaystyle x(t)=u_{0}t+x_{0}\qquad (u_{0},x_{0}\in \mathbb {R} )}
즉, 일반해는 다음과 같이 주어진다.
{\displaystyle u(x,t)=f(x-u(t,x)t)}
여기서 {\displaystyle f}는 {\displaystyle u}의 초기 조건인 임의의 {\displaystyle \mathbb {R} \to \mathbb {R} } 함수이다.
만약 {\displaystyle f(x)=ax+b}일 때, 그 해는 다음과 같다.
{\displaystyle u(x,t)={\frac {ax+b}{at+1}}}

## 역사
오일러 방정식은 레온하르트 오일러가 1757년에 발표하였으며, 최초로 연구된 편미분 방정식 가운데 하나이다. 버거스 방정식은 얀 버거스(네덜란드어: Jan Burgers)의 이름을 땄다.

## 참고 문헌
1. 1 2 3 4  Dubrovin, B. A.; Krichever, I. M.; Novikov, S. P. (2001). 〈Integrable systems Ⅰ〉 (PDF).   Arnold, V. I.; Novikov, S. P. 《Dynamical Systems Ⅳ》. Encyclopaedia of Mathematical Sciences (영어). 번역 Wasserman, G. European Mathematical Society. doi:10.1007/978-3-662-06791-8_3.
2. 1 2 3 4 5 6 7 8  Khesin, Boris; Wendt, Robert (2009). 《The geometry of infinite-dimensional groups》. Ergebnisse der Mathematik und ihrer Grenzgebiete. 3. Folge (영어) 51. Springer-Verlag. doi:10.1007/978-3-540-77263-7. ISBN 978-3-540-77262-0.
3. ↑  Chandrasekhar, Subrahmanyan (1943년 11월 8일). 《On the decay of plane shock waves》. Ballistic Research Laboratories Report (영어) 423.